# Antonio Giannelli

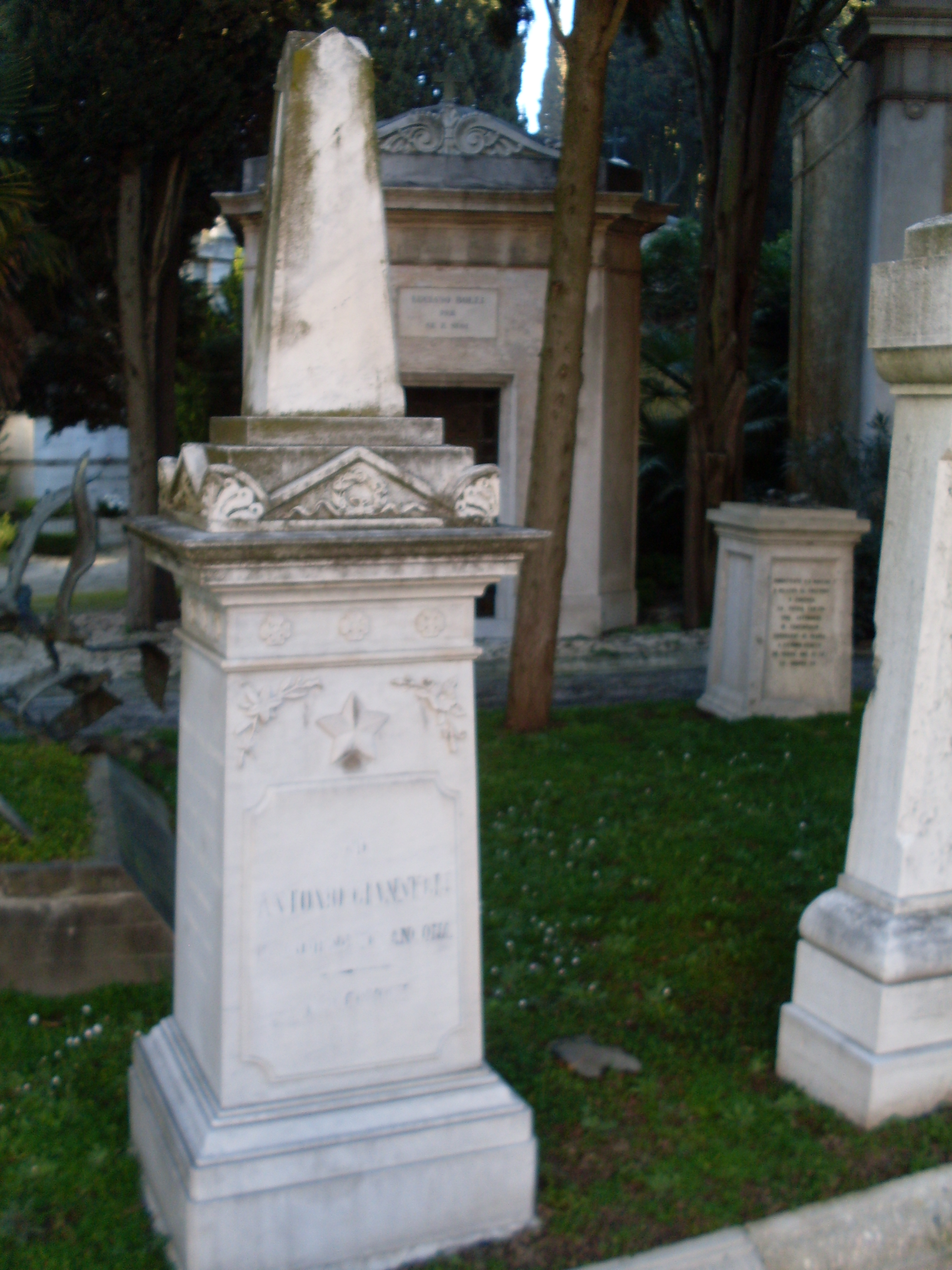
La tomba di Antonio Giannelli - Cimitero di Tavernelle (Ancona)

(dalla lapide nel cimitero di Tavernelle in Ancona)
Antonio Giannelli (Ancona, 1822 – Ancona, 26 giugno 1855) è stato un patriota italiano.

## Biografia
Antonio Giannelli fu un patriota liberale di Ancona, funzionario e poi commerciante, dedicò la sua vita alla libertà dall'oppressione oscurantista del potere temporale della Chiesa, si rendeva conto che le insurrezioni per avere successo necessitavano dell'appoggio dei militari, che Giannelli cercò di ottenere nonostante le gravissime vicissitudini familiari che lo avevano costretto ad abbandonare prematuramente gli studi. Divenne impiegato alla dogana di Ancona, in sostituzione del padre Luigi deceduto.

Fu collaboratore di Carlo Faiani organizzando corsi serali ad Ancona, abbracciando fina da giovane gli ideali liberali.
A seguito della sua attività cospiratrice fu arrestato più volte. Nel 1846 venne condotto in carcere nella Rocca di Cingoli, dove resta fino al 23 agosto 1846, con Giannelli fu arrestato anche il nobile Lorenzo Bucci, originario di Montecarotto, entrambi accusati di guidare una setta segreta avversaria di Gregorio XVI. Con loro finì in manette anche un numero elevato di militari che i due settari erano riusciti a corrompere. Ritornò in libertà grazie all'amnistia del nuovo pontefice, il senigalliese Pio IX. 

Su di lui cadde però il sospetto di tradimento che lo mise in cattiva luce tra i borghesi liberali e la base dell'esercito. Nel 1848 si sposa con Maria Sozzi, dalla quale avrà tre figli maschi. 

Durante il periodo della Repubblica Romana collaborò con Felice Orsini per combattere la cosiddetta "Lega sanguinaria", composta di estremisti anticlericali che utilizzavano metodi violenti, tali estremisti erano chiamati anche "ammazzarelli".

Sempre durante il periodo della repubblica Romana, nel 1849 fu capitano della 2ª compagnia del 2º battaglione della Guardia Nazionale, partecipando a Porta Calamo ad un attacco contro le forze assedianti.

Con la caduta della Repubblica Romana e il ritorno del potere pontificio la dura reazione austriaca successiva alla caduta della Repubblica romana del 1849 cadde rovinosamente su larga parte del mondo liberale e democratico dorico, Giannelli incluso, che venne arrestato perdendo il suo impiego.

Scarcerato nel 1853, inizierà nuovamente la sua opera patriottica liberale e anti-pontificia tentando di coinvolgere i militari asburgici-ungheresi in una sollevazione anti-governativa, ma viene nuovamente arrestato e condannato, inizialmente a morte, poi la pena venne commutata in sei anni di carcere.

Nelle terribili condizioni di prigionia austriaca, durante un interrogatorio ebbe un cedimento, che però non ne indebolì la figura patriottica. Morì di colera durante la prigionia nelle carceri anconetane di Santa Palazia, oggi non più esistenti, perché gravemente lesionate nel sisma del 1972 e poi demolite per riportare alla luce le rovine dell'anfiteatro romano sottostante.

Ad Antonio Giannelli è intitolata una via di Ancona e la sua tomba è una delle prime che si incontrano nel cimitero di Tavernelle di Ancona, dove le ossa furono traslate dopo la caduta del papato, accanto alle tombe di altri patrioti cittadini, come Carlo Faiani e Antonio Elia.

## Galleria d'immagini

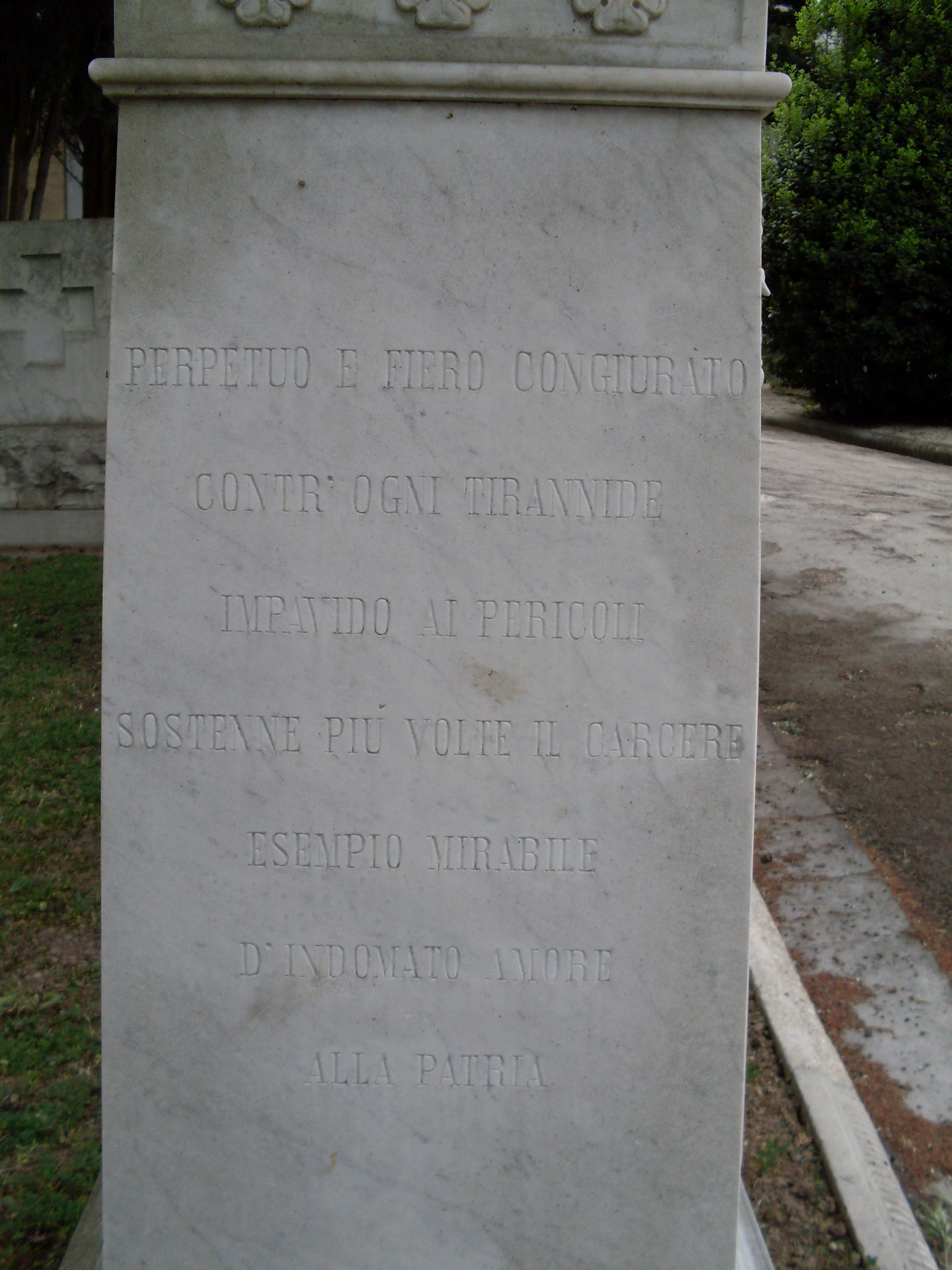
dedica tombale sul lato 1
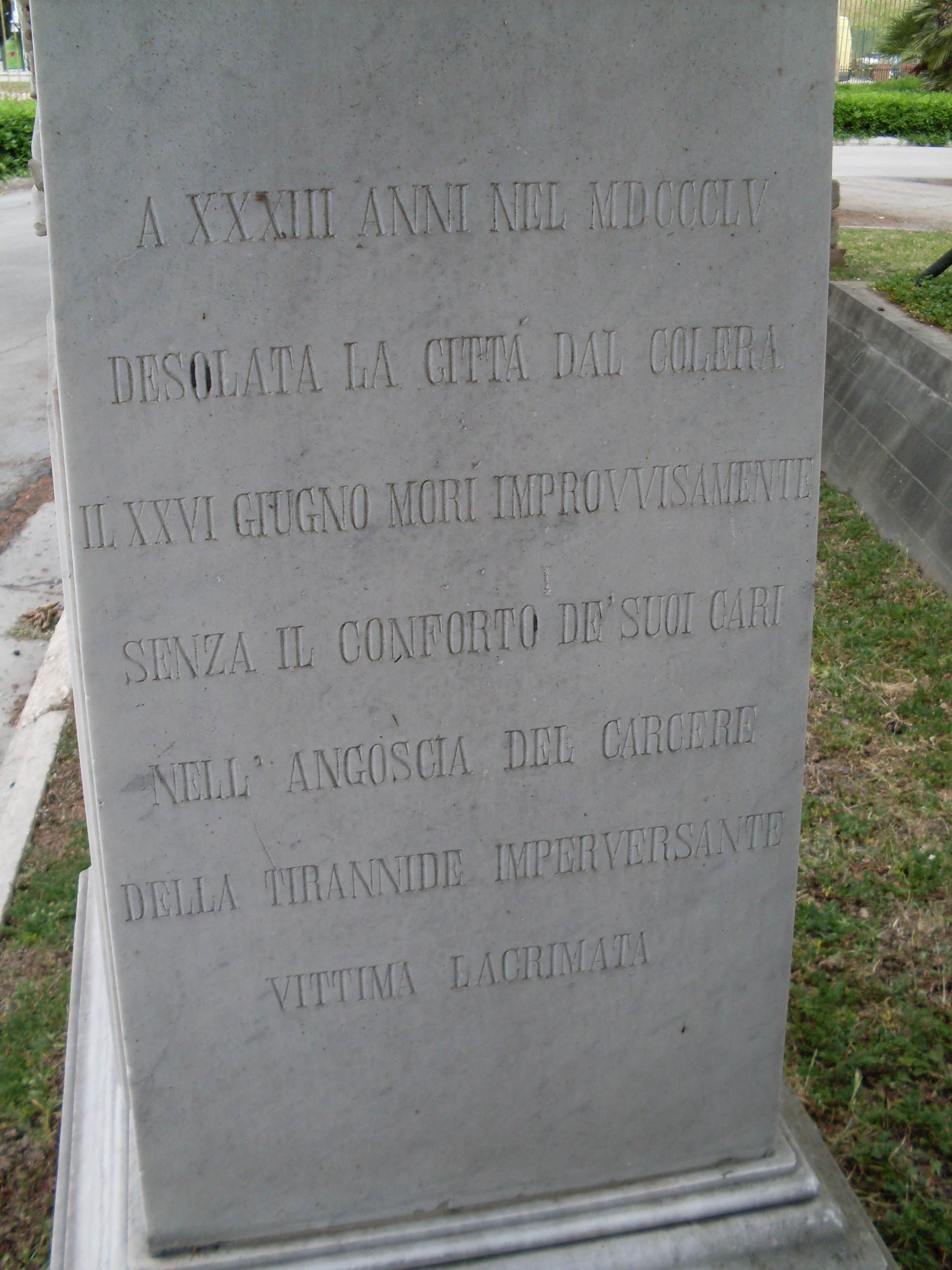
dedica tombale sul lato 2
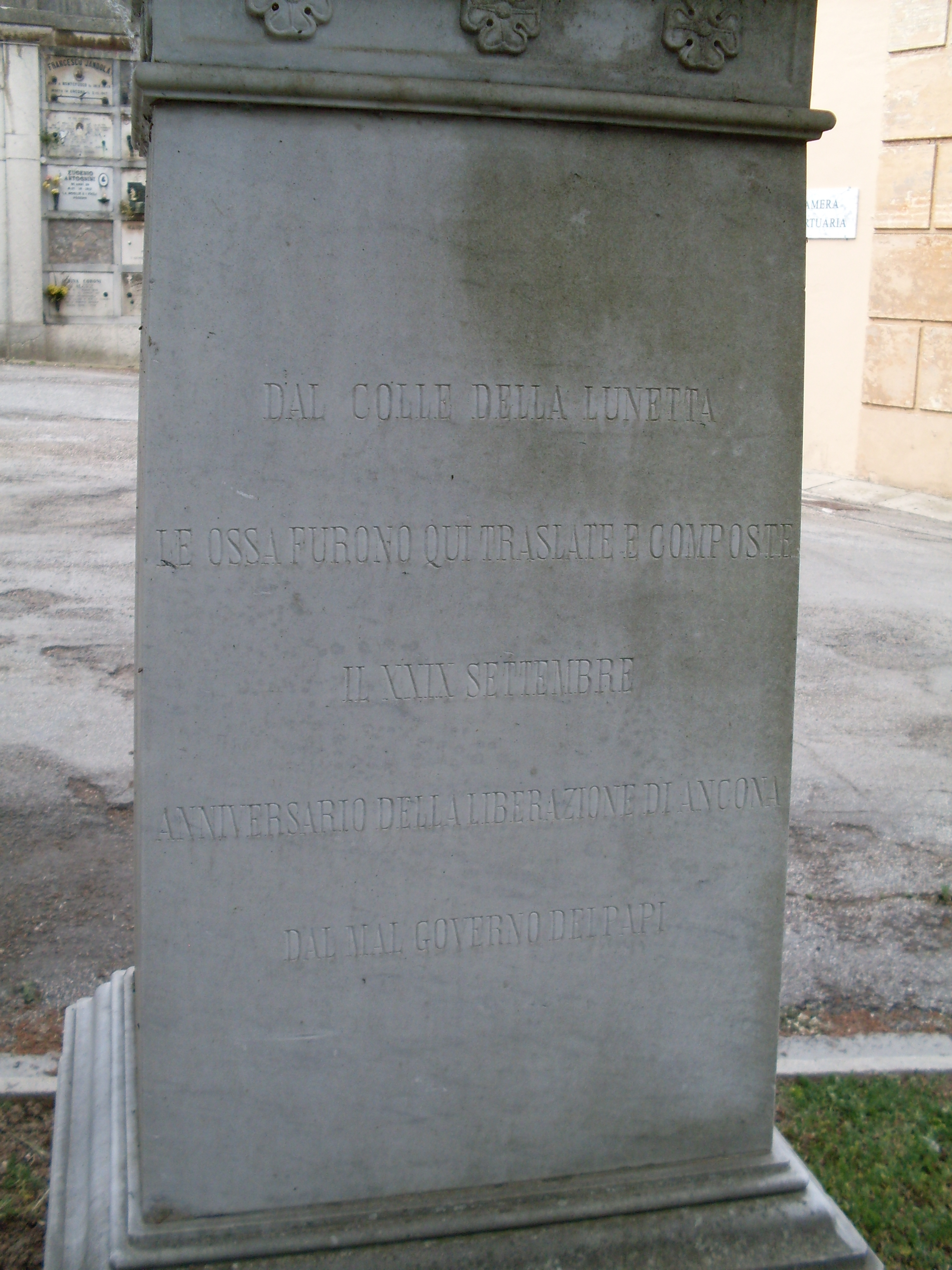
dedica tombale sul lato 3